# 階上駅
階上駅（はしかみえき）は、青森県三戸郡階上町大字道仏字榊山にある、東日本旅客鉄道（JR東日本）八戸線の駅。
階上町の中心駅であり、青森県最東端の駅で八戸線最南端の駅でもある。

## 歴史
- 1924年（大正13年）11月10日：鉄道省の駅として開業[2]。
- 1962年（昭和37年）10月1日：貨物の取り扱いを廃止[3]。
- 1984年（昭和59年）2月1日：荷物の扱いを廃止[3]。
- 1987年（昭和62年）4月1日：国鉄分割民営化により、JR東日本の駅となる[2]。
- 2005年（平成17年）
  - 6月16日：腕木式信号機が撤去される。
  - 7月6日：久慈方が特殊自動閉塞化される。
  - 10月：鮫方が特殊自動閉塞化され、タブレット取り扱いがなくなる。
  - 12月10日：八戸線CTC化による運転取り扱い業務の廃止により無人化。階上駅長が廃止され、本八戸駅長管理下となる。
- 2011年（平成23年）
  - 3月11日：東北地方太平洋沖地震とこれにより発生した大津波により全線で不通。
  - 3月24日：鮫 - 当駅まで運行を再開。同時に当駅 - 久慈間にて列車代行バスの運行を開始し、当駅が乗換駅となる。
  - 8月8日：当駅 - 種市まで運行を再開（列車代行バス運行区間は種市 - 久慈間に短縮）。種市駅が行き止まりとなるため、同時にスタフ閉塞式施行のため、運転扱いの駅員が配置される。
- 2012年（平成24年）3月17日：種市 - 久慈間で運行再開。運転扱いの駅員が引き上げ。
- 2015年（平成27年）12月1日：本八戸駅の業務委託化による駅長・助役配置廃止に伴い、八戸駅長管理下となる。
- 2024年（令和6年）10月1日：えきねっとQチケのサービスを開始[1][4]。

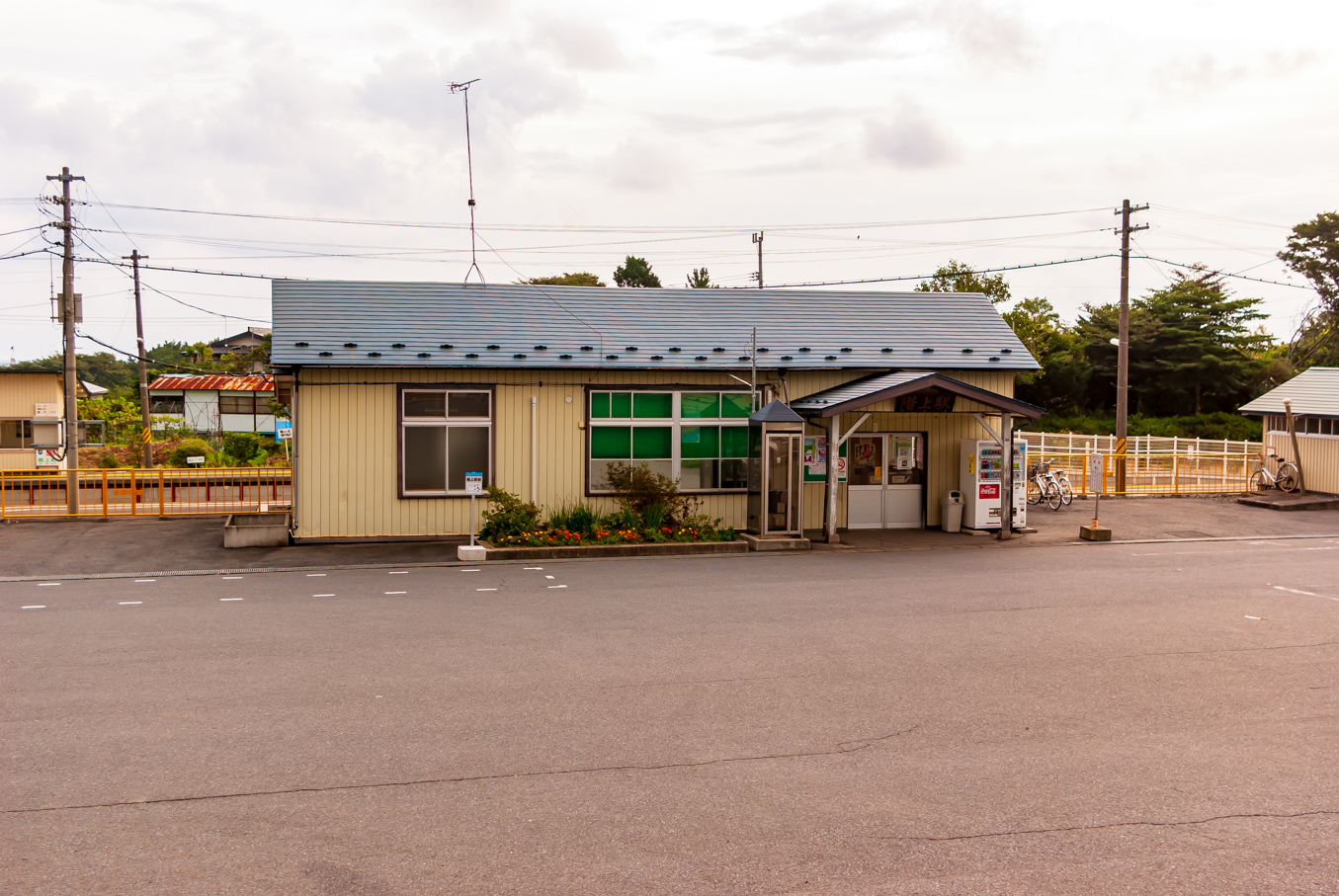
旧駅舎（2009年9月）
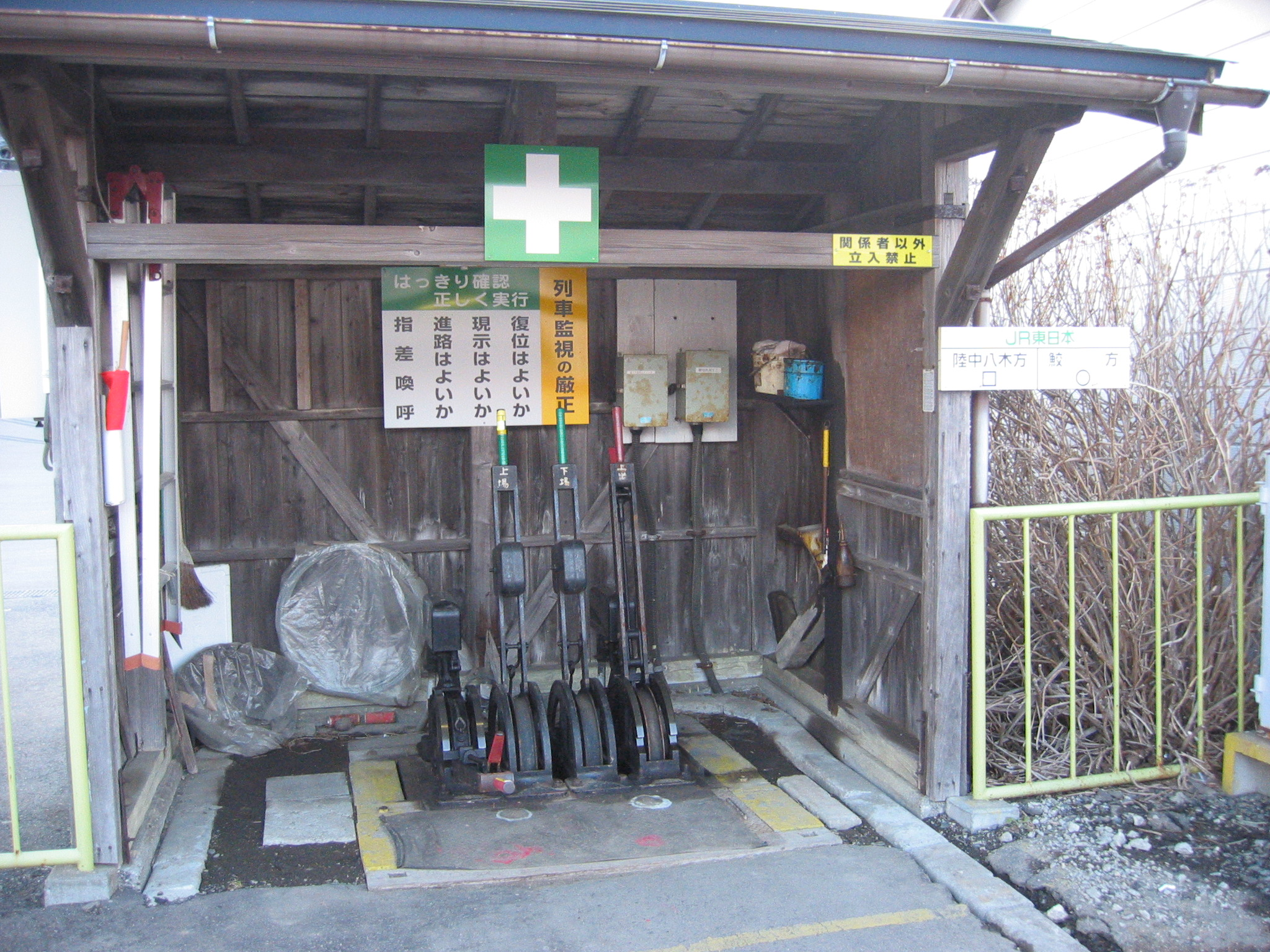
かつて1番ホームにあった転轍器。有人時代はこれでポイントを切り替えていた。
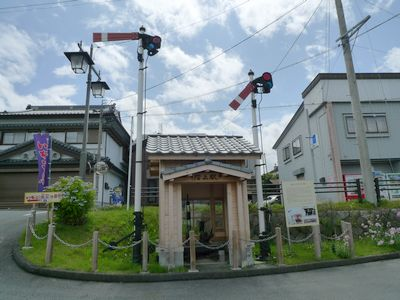
保存されている腕木式信号機

## 駅構造
相対式ホーム2面2線を有する地上駅になっている。互いのホームは構内踏切で連絡している。
八戸駅管理の無人駅である。2005年（平成17年）12月のダイヤ改正までは直営駅（駅長配置）であったが、八戸線のCTC化により無人化された。当駅には同じ八戸線の陸中八木駅に次ぎJRで二番目に遅くまで腕木式信号機が残存していたが、2005年（平成17年）6月に撤去され色灯式に変わった。駅の外の駐車場の一角に腕木式信号機が保存されている。
当駅 - 久慈駅間特殊自動閉塞化と同時に2番線の八戸方に出発信号機が設置され、八戸方面への折り返しが可能になった。臨時列車や災害などで不通になった際などに折り返し運転が行われている。

### のりば
| 番線 | 路線    | 方向 | 行先     |
| ---- | ------- | ---- | -------- |
| 1    | ■八戸線 | 上り | 八戸方面 |
| 2    | ■八戸線 | 下り | 久慈方面 |

## 利用状況
JR東日本によると、2000年度（平成12年度）- 2004年度（平成16年度）の1日平均乗車人員の推移は以下のとおりであった。
| 乗車人員推移       | 乗車人員推移     | 乗車人員推移 |
| 年度               | 1日平均 乗車人員 | 出典         |
| ------------------ | ---------------- | ------------ |
| 2000年（平成12年） | 214              | [ 6 ]        |
| 2001年（平成13年） | 185              | [ 7 ]        |
| 2002年（平成14年） | 169              | [ 8 ]        |
| 2003年（平成15年） | 155              | [ 9 ]        |
| 2004年（平成16年） | 145              | [ 10 ]       |

## 駅周辺
- 青森県道1号八戸階上線
- 階上駅前郵便局
- 階上町コミュニティバス「階上駅前」停留所

## 隣の駅
東日本旅客鉄道（JR東日本）
■八戸線
大蛇駅 - 階上駅 - 角の浜駅